# Pferdestärke

Illustration der Einheit Pferdestärke

Die Pferdestärke ist eine veraltete Maßeinheit des Technischen Einheitensystems für die Größe Leistung. Als Einheitenzeichen wird PS verwendet. Sie ist als die Leistung definiert, die auf der Erde zum Heben einer Masse von 75 kg innerhalb eines Zeitraumes von einer Sekunde um eine Höhe von einem Meter nötig ist und entspricht ca. 735 W.
Die Pferdestärke geht auf die von James Watt eingeführte Maßeinheit Horsepower zurück. Die Definition des anglo-amerikanischen Begriffs Horsepower (im Englischen genauer auch Mechanical Horsepower oder Imperial Horsepower) und des deutschen Begriffs Pferdestärke (im Englischen Metric Horsepower) ähneln sich, mit dem Unterschied, dass beim Horsepower 550 lb pro Sekunde um 1 ft angehoben werden, was rund 746 W entspricht.
Im Internationalen Einheitensystem (SI) ist heute statt der Pferdestärke die Einheit Watt (nach James Watt) genormt. Das Watt wurde am 1. Januar 1950 in der Schweiz, 1970 in der Deutschen Demokratischen Republik und am 1. Januar 1978 in der Bundesrepublik Deutschland als Maßeinheit für Leistung vorgeschrieben. In der Elektrotechnik wird das Watt bereits seit dem frühen 20. Jahrhundert verwendet.

## Verwendung
Obwohl die Pferdestärke durch die Richtlinie 80/181/EWG in Deutschland seit 1978 keine offizielle gesetzliche Einheit im Messwesen mehr ist, wird sie vor allem bei Verbrennungskraftmaschinen, speziell bei Kraftfahrzeugen, immer noch verwendet. Durch die Richtlinie 2009/3/EG ist die zusätzliche Verwendung von PS weiterhin zulässig. Die alleinige Aufführung von PS und allen anderen Nicht-SI-Einheiten ist in der gesamten EU im geschäftlichen und amtlichen Verkehr nicht mehr zulässig. Die SI-Einheit (hier Watt oder seine dezimalen Vielfachen) muss hier hervorgehoben werden. Im deutschen Recht wurde diese Vorgabe in § 3 der Einheitenverordnung umgesetzt.

## Geschichtliche Entwicklung
Historisch gesehen wurde als Pferdestärke die durchschnittliche nutzbare Dauerleistung eines Arbeitspferdes verstanden. Im Zuge der Einführung der Dampfmaschinen hat es sich als vorteilhaft erwiesen, eine mit dem Pferdeantrieb vergleichbare Leistungseinheit einzuführen, damit die neuen Antriebe entsprechend ausgelegt werden konnten.
In der Literatur finden sich unterschiedliche Angaben darüber, was James Watt als Bezug für seine Einheit wählte. Weit verbreitet ist die Angabe, dass er die Leistung eines Grubenpferdes als Bezugsgröße wählte, da er seine Dampfkraftmaschinen an Bergwerksbetreiber vermieten wollte. Aus der Annahme, dass ein starkes Pferd doppelt so stark sei wie ein Grubenpony, schlussfolgerte er, dass ein starkes Pferd 550 angloamerikanische Pfund über eine Höhe von einem Fuß in einer Sekunde ziehe, bzw. 33.000 Foot-pound pro Minute. Eine andere Version der Geschichte besagt, dass er die Pferde, die über Tage über Seile und Umlenkrollen Kohlesäcke aus den Gruben zogen, als Grundlage heranzog. Ein Pferd würde im Schnitt in seiner zehnstündigen Schicht Kohlesäcke zu 330 angloamerikanische Pfund mit einer Geschwindigkeit von 100 Fuß pro Minute heben, was ebenfalls 33.000 Foot-pound pro Minute entspricht. Andere Quellen gehen davon aus, dass Watt seine Einheit anhand eines typischen Pferdegöpels ermittelte. Bei einem Durchmesser von 24 Fuß (entspricht 7,30 m) ziehe das Pferd mit einer Kraft von 180 Pfund (lbf) und schaffe 144 Umläufe, also 2,4 pro Minute. Das Pferd lief somit mit einer Geschwindigkeit von 181 Fuß pro Minute (55 Meter pro Minute). Watt multiplizierte diese Strecke mit den 180 Pfund Kraft und kam auf 32.580 ft × lbf/min. Das wurde auf 33.000 ft × lbf/min (≈745,7 W) aufgerundet.
33.000 ft × lbf/min entspricht 550 ft × lbf/s oder umgerechnet 76,04 kp·m/s (kp ist Kilopond, d. h. die Gewichtskraft von 1 kg). Mit der Einführung des metrischen Systems in Kontinentaleuropa wurde die Pferdestärke auf einen Wert von 75 kp·m/s geändert, weshalb sich Pferdestärke vom Horsepower unterscheidet.

## Definition und Umrechnung in kW
1 PS ist in DIN 66036 definiert als die Leistung, die erbracht werden muss, um einen Körper der Masse m = 75 kg entgegen dem Schwerefeld der Erde (bei Normfallbeschleunigung g = 9,80665 m/s²) mit der Geschwindigkeit v = 1 m/s zu bewegen.
{\displaystyle {\begin{aligned}1\,\mathrm {PS} \;&\mathrm {=\underbrace {75\,kg\cdot 9{,}806\,65\,m/s^{2}} _{75\;kp}\cdot 1\,m/s} \\&\mathrm {=735{,}498\,75\;kg\,m^{2}/s^{3}=735{,}498\,75\;W} \\&\mathrm {=0{,}735\,498\,75\;kW.} \end{aligned}}}
(75 kp ist die Gewichtskraft in der veralteten Einheit Kilopond.)
Auf 3 Stellen gerundet ergibt sich:
- 1 kW = 1,36 PS; 1 PS = 0,735 kW.

und als Überschlagsrechnung:
- 1 kW = 4/3 PS; 1 PS = 3/4 kW.[10]

Zum Vergleich wird die Dauerleistung eines erwachsenen, durchschnittlich großen Menschen mit 0,14 PS (100 Watt) angegeben, wobei auch hier bei entsprechendem Training durchaus über eine Stunde 440 Watt und 6 Sekunden lang 910 Watt (entspricht etwa 1,2 PS) möglich sind.
Die Maximalleistung eines Hauspferdes kann je nach Rasse, Trainingszustand oder Situation erheblich abweichen: Es kann kurzzeitig 24 PS leisten, während es einen Arbeitstag lang durchschnittlich tatsächlich etwa 1 PS an Nutzleistung erbringen kann.

## Normen zur Leistungsermittlung
Die Leistungsangaben, speziell bei Fahrzeugmotoren, sind international nicht immer vergleichbar, da unterschiedliche Messverfahren vorgenommen wurden. So wurde in Deutschland die Leistung angegeben, die der Motor im eingebauten Zustand an das Getriebe abgab („DIN-PS“, gemessen nach DIN 70020). In Italien wurde die „Cuna-PS“ (ohne Luftfilter und Schalldämpfer) verwendet, die damit um 5 bis 10 % höher lag als die DIN-Leistung. In den Vereinigten Staaten und zum Teil auch in der Sowjetunion, Japan und anderen Ländern wurde bis in die 1970er Jahre die Motorleistung nach den Normen SAE J1995 und J245 bestimmt. Dabei wurden die Motorleistung ohne den Betrieb von Lüfter, Wasserpumpe, Lichtmaschine, Luftfilter und Schalldämpfer ermittelt. Eine nach SAE-Normen ermittelte Leistung ist zwischen 10 und 25 % größer als die nach DIN 70020 ermittelte Leistung.

### DIN 70020
Die Leistung von Kraftfahrzeugmotoren wurde gemäß DIN 70020 am Schwungrad gemessen und in PS (DIN-PS) oder später kW angegeben.
Nach DIN 70020 „Kraftfahrzeugbau; Allgemeine Begriffe; Festlegung und Erläuterung“ vom August 1954 wurde die Nutzleistung „an der Kupplung des in allen Teilen einschließlich der Ansaug- und Auspuffanlage reihenmäßigen Motors unter normalen Betriebsbedingungen“ gemessen und in PS angegeben. Als Dauerleistung wurde die größte Nutzleistung angegeben, die der Motor ohne Überschreitung der zulässigen Wärmebeanspruchung dauernd abgeben kann, als Kurzleistung diejenige, die der Motor mindestens 15 Minuten lang abgeben kann; danach muss er bei Dauerleistung einwandfrei weiterarbeiten können. Zu den normalen Betriebsbedingungen gehören reihenmäßige Einstellungen und handelsüblicher Kraftstoff; Lüfter, Wasserpumpe, Kühlluftgebläse, Kraftstoffpumpe, Einspritzpumpe und die unbelastete Lichtmaschine müssen bei der Prüfung vom Motor angetrieben werden. Die gemessene Leistung wird auf 760 Torr (= 1013 mbar) und 20 °C umgerechnet, die Luftfeuchtigkeit wird nicht berücksichtigt. Bei Nachprüfungen ist eine Abweichung von ± 5 % zulässig. Nutzleistungen sind stets in Verbindung mit der zugehörigen Drehzahl in 1/min anzugeben.
Im Februar 1957 wurde diese Norm aufgeteilt, die Festlegungen zu Leistungen, Geschwindigkeiten und Beschleunigung kamen in den Teil 3. Die Messbedingungen der Nutzleistung blieben unverändert, die Dauerleistung wurde in „größte Nutzleistung“ umbenannt und muss im „thermischen Beharrungszustand“ erreicht werden, die Kurzleistung ist weggefallen.
Im Dezember 1973 wurde der Abschnitt „Leistungen“ von DIN 70020-3 durch die Vornorm DIN 70020-4, Ausgabe Juni 1972 ersetzt, die als Bezugszustand 25 °C und 1000 mbar statt 20 °C und 1013 mbar = 760 Torr vorsieht. Diese neuen Bezugsbedingungen ergaben eine Verminderung der Nennleistung um 2 bis 4 %. Um diesen Wettbewerbsnachteil und Nachteile bei der Einhaltung einer in § 35 der StVZO geforderten Mindestmotorleistung zu vermeiden, kehrte das DIN im November 1976 mit Ausgabe der Norm DIN 70020-6 „Kraftfahrzeugbau; Leistungen“ zu den alten Bezugswerten zurück, empfohlen wurden darin die Einheiten kW oder PS für die Nutzleistung und min−1 für Drehzahlen. Diese Norm wurde im April 1997 zwecks internationaler Angleichung durch die DIN ISO 1585 „Straßenfahrzeuge – Verfahren zur Ermittlung der Nettoleistung von Motoren (ISO 1585:1992)“ ersetzt.

### ECE-PS
ECE R 24 ist eine weitere Norm, die der DIN 70020 sehr nahekommt. Die Messungen gelten jedoch nur für Dieselmotoren und variieren durch den Anschluss des Kühlerlüfters.

### Cuna-PS
Die italienische Cuna-PS wurde vor der Einführung von kW in Italien verwendet und basiert auf kg und m (somit metrisch). Bei einer Ermittlung von Motorleistung nach der Cuna-Norm wird die Leistung des Motors ohne Luftfilter und Schalldämpfer angegeben.

### SAE-HP (USA)

#### Brutto SAE
Bis 1972 wurden SAE gross horsepower („brutto SAE-HP“) nach den Standards J245 und J1995 der Society of Automotive Engineers angegeben, die auf dem Motorenprüfstand ohne den Betrieb von Lüfter, Wasserpumpe, Lichtmaschine, Luftfilter und Schalldämpfer gemessen wurden. Aufgrund dieser praxisfernen Methode, die mit bis zu 25 % über den europäischen Leistungswerten lag, konnte durch die reinen Zahlenwerte die Motorleistung überhöht dargestellt werden.

#### Netto SAE
Seit 1972 gelten in den USA die SAE net horsepower („netto SAE-HP“) nach den Richtlinien SAE J1349 und SAE J2723, die eine Ähnlichkeit mit der DIN 70020 aufweisen. Die Zahlenwerte der SAE gross sanken dabei deutlich, beispielsweise beim Chrysler 426 Hemi von 1971 von 425 hp gross auf 350 hp net. In der SAE J2723 ist die Methode beschrieben, wie die Leistung des Verbrennungsmotors ermittelt werden soll und wie die Nebenaggregate beziehungsweise welche Nebenaggregate betrieben werden müssen. Die SAE J1349 gibt die Berechnungsgleichungen vor, wie die am Prüfstand ermittelte Motorleistung auf eine nach SAE standardisierte Bezugsbedingung umgerechnet werden muss. Die Bezugszustände der europäischen Richtlinie und der SAE-Richtlinie unterscheiden sich nicht. Der SAE-Korrekturfaktor beinhaltet allerdings einen Wirkungsgrad-Korrekturwert, so dass sich geringfügige Unterschiede der Leistungswerte ergeben.
In Europa wird zur Korrektur der Motorleistung von PKW die EU-Richtlinie 80/1269 vom 16. Dezember 1980 angewendet, die entsprechende Richtlinie für Motorräder ist die 95/1/EG vom 2. Februar 1995.

## Maße zur Besteuerung von Kraftfahrzeugen

### Hubraum-PS
Mit dem Reichsstempelgesetz vom 7. Juni 1906 wurde in § 53 festgelegt, dass Kraftfahrzeuge „zum Befahren öffentlicher Wege und Plätze nur in Gebrauch genommen werden [dürfen], wenn zuvor bei der zuständigen Behörde gegen Zahlung des Abgabebetrags eine Erlaubniskarte der im Tarife bezeichneten Art gelöst worden ist“. Der zu entrichtende jährliche Abgabebetrag von 25 Mark bis 150 Mark richtete sich in Deutschland nach der Motorstärke, für die der Hubraum in ein feststehendes Verhältnis zur Leistung gebracht wurde.
Im Straßenverkehrsgesetz vom 3. Mai 1909 wurde in § 7 die Gefährdungshaftung für den Betrieb von Kraftfahrzeugen aufgenommen. Für die Inbetriebnahme des Kraftfahrzeugs bestand nun auch eine Versicherungspflicht, die durch ein Kennzeichen und das Mitführen der Erlaubniskarte nachgewiesen wurde.
Dem technischen Fortschritt folgend, klafften bei moderneren Konstruktionen die errechnete und die technisch wirksame Leistung bald weit auseinander. In der Fahrzeugwerbung wurden dann Doppel-Angaben üblich. So wurde der Mercedes 28/60 PS (von 1912 bis 1920) mit 7240 cm³ Hubraum mit 28 Hubraum- und 60 Leistungs-PS angeboten.
Beispiele der Hubraum-PS für Motorräder und Pkw in Deutschland von 1906 bis 1922 (Auszüge):
| Hubraum in cm³ | PS (Motorrad) | PS (Pkw) |
| -------------- | ------------- | -------- |
| 175            | 1 ⁄2          |          |
| 250            | 2 1⁄4         |          |
| 500            | 3 1⁄2         |          |
| 750            | 6             |          |
| 1000           | 8             | 4        |
| 1500           |               | 6        |
| 2000           |               | 8        |
| 2600           |               | 10       |
| 4000           |               | 16       |

Der britische Royal Automobile Club nahm für die RAC Horsepower (ab 1906 bis Januar 1947) ebenso wie die amerikanische Association of Licensed Automobile Manufacturers (A.L.A.M.) (ab etwa 1907) und deren Nachfolgeorganisation, die National Automobile Chamber of Commerce (NACC) (ab 1913), allein das Quadrat des Zylinderdurchmessers und die Zylinderanzahl als Grundlage zur abstrakten Berechnung der Leistung:
{\displaystyle {\text{hp}}={\frac {D^{2}\times N}{2{,}5}}}
({\displaystyle D} = Durchmesser des Zylinders; {\displaystyle N} = Zylinderzahl)
Der englische Motorenbau wurde insbesondere durch die Hervorhebung des Zylinderdurchmessers zum Quadrat als wichtiger Faktor der abstrakten Leistungsermittlung maßgeblich beeinflusst. Motoren mit möglichst großem Hub und kleiner Bohrung waren geringer besteuert und damit bevorzugt, letztlich bis Januar 1947.

### Steuer-PS in Deutschland

#### Ab 1906
Ab dem 3. Juni 1906 galt im gesamten Deutschen Reich, nachdem zuvor schon einzelne Teilländer diesbezüglich Gesetze erlassen hatten, folgende Formel:
- Zweitakter: 0,45 × Zylinderzahl × Zylinderbohrung² (in cm) × Kolbenhub (in m)
- Viertakter: 0,30 × Zylinderzahl × Zylinderbohrung² (in cm) × Kolbenhub (in m)

also:
- Zweitakter: 1 Steuer-PS = 175,5 cm³ oder 1 Liter Hubraum rund 5,70 Steuer-PS
- Viertakter: 1 Steuer-PS = 261,8 cm³ oder 1 Liter Hubraum rund 3,82 Steuer-PS

#### Seit 1922
Das Kraftfahrzeugsteuergesetz vom 8. April 1922 legte für die Benutzung von Kraftfahrzeugen eine Steuerformel fest, die vom 1. Juli 1922 bis zum 31. März 1928 Gültigkeit hatte.
VrZweitaktmotoren: 0,45 × Zylinderzahl × Zylinderbohrung² (in cm²) × Kolbenhub (in m)

ZwViertaktmotoren: 0,30 × Zylinderzahl × Zylinderbohrung² (in cm²) × Kolbenhub (in m).
In § 3 wurde die Höhe der Steuer festgestellt, beispielsweise für Motorräder bis 1,5 Pferdestärken 10 Reichsmark, über 4 PS waren 35 Reichsmark zu entrichten. Für Personenkraftwagen waren, je nach Steuer-PS, zwischen 20 und 80 Reichsmark zu entrichten.
Die Steuer für Lastkraftwagen und Kraftomnibusse wurde nach deren Eigengewicht (über 500 bis über 4000 kg) berechnet; beispielsweise für Lkw über 4000 kg 100 ℛℳ, für Omnibusse über 4000 kg 200 ℛℳ. Der Steuertarif wurde am 4. Januar 1924 neu festgelegt. Für hubraumstarke Pkw wurde die Steuer nun deutlich angehoben, so beispielsweise für 20 Steuer-PS 1000 ℛℳ und für 40 Steuer-PS 2600 ℛℳ.
Für ausländische Kraftfahrzeuge wurden die Steuer-PS nach dem Aufbau und der Anzahl der Sitzplätze berechnet:
| Sitz- plätze | Offen Sommerverdeck | Geschlossener Aufbau |
| ------------ | ------------------- | -------------------- |
| 1–2          | 07 PS               | 09 PS                |
| 3–4          | 12 PS               | 14 PS                |
| 5–6          | 16 PS               | 18 PS                |

#### Seit 1928
Mit Wirkung vom 1. April 1928 wurde im Deutschen Reich für Krafträder und Kraftwagen nur der Hubraum Grundlage der Besteuerung. Je 100 cm³ Hubraum wurden für Pkw 12 ℛℳ und für Motorräder 8 ℛℳ berechnet. Motorräder bis 200 cm³ Hubraum waren nun von der Steuer befreit.

### Französische ch und CV
In französischer Sprache bedeutet cheval-vapeur (ch, pl. chevaux-vapeur) Pferdestärke.
Die Einheit ch wird allerdings häufig mit der in Frankreich und Belgien verwendeten Kennzahl cheval fiscal (CV oder cv, pl. chevaux fiscaux) verwechselt. Diese dient der Festlegung der Kraftfahrzeugsteuer oder Anmeldegebühren. Die Formel und Verwendung für die cv wurde im Laufe der Zeit mehrfach geändert; sie ist in Frankreich und Belgien unterschiedlich.
Der Begriff cheval-vapeur bezeichnet im Französischen außerdem auch Maßeinheiten für Elektrizität und für Heizleistung.

## Verwandte Einheiten

### Horsepower
Das englische beziehungsweise mechanische Horsepower hat das Einheitenzeichen hp (horsepower) oder auch bhp (brake horsepower). Es basiert auf den englischen Einheiten Pfund-Kraft (lbf) und Fuß (ft) und wird in den Vereinigten Staaten auch in Industrieanlagen verwendet. Es wird pro Minute definiert:
1 hp = 33.000 lbf × ft/min = 550 lbf × ft/s
|        | PS      | hp      | kW       |
| ------ | ------- | ------- | -------- |
| 1 PS = | 1       | 0,98632 | 0,735499 |
| 1 hp = | 1,01387 | 1       | 0,74570  |
| 1 kW = | 1,35962 | 1,34102 | 1        |

### Poncelet
Ein Poncelet ist ähnlich wie eine Pferdestärke definiert, mit einem Unterschied in der zugrundeliegenden Masse: 1 p = 100 kp·m/s; (1 PS = 75 kp·m/s)

## Angaben der Pferdestärke
Um zu spezifizieren, wie eine PS-Angabe zu verstehen ist, können verschiedene Suffixe beziehungsweise Präfixe angegeben werden.

### PSi
PSi wird gelegentlich – jedoch nicht DIN-Norm-gerecht – benutzt, um bei einem Größenwert darauf hinzuweisen, dass als Leistung eine indizierte (das heißt indirekt ermittelte) Leistung eines Verdichters oder einer Kolbenmaschine – vor allem Dampfmaschine oder Dampflokomotive – angegeben ist.

### Wellenleistung (PSw/WPS)
Die Abkürzungen PSw oder WPS werden gelegentlich, jedoch nicht DIN-Norm-gerecht, genutzt, um bei einem Größenwert darauf hinzuweisen, dass als Leistung eine Wellenleistung (die Wellenpferdestärke), besonders bei (Dampf-)Turbinen, gemeint ist.

### PSe

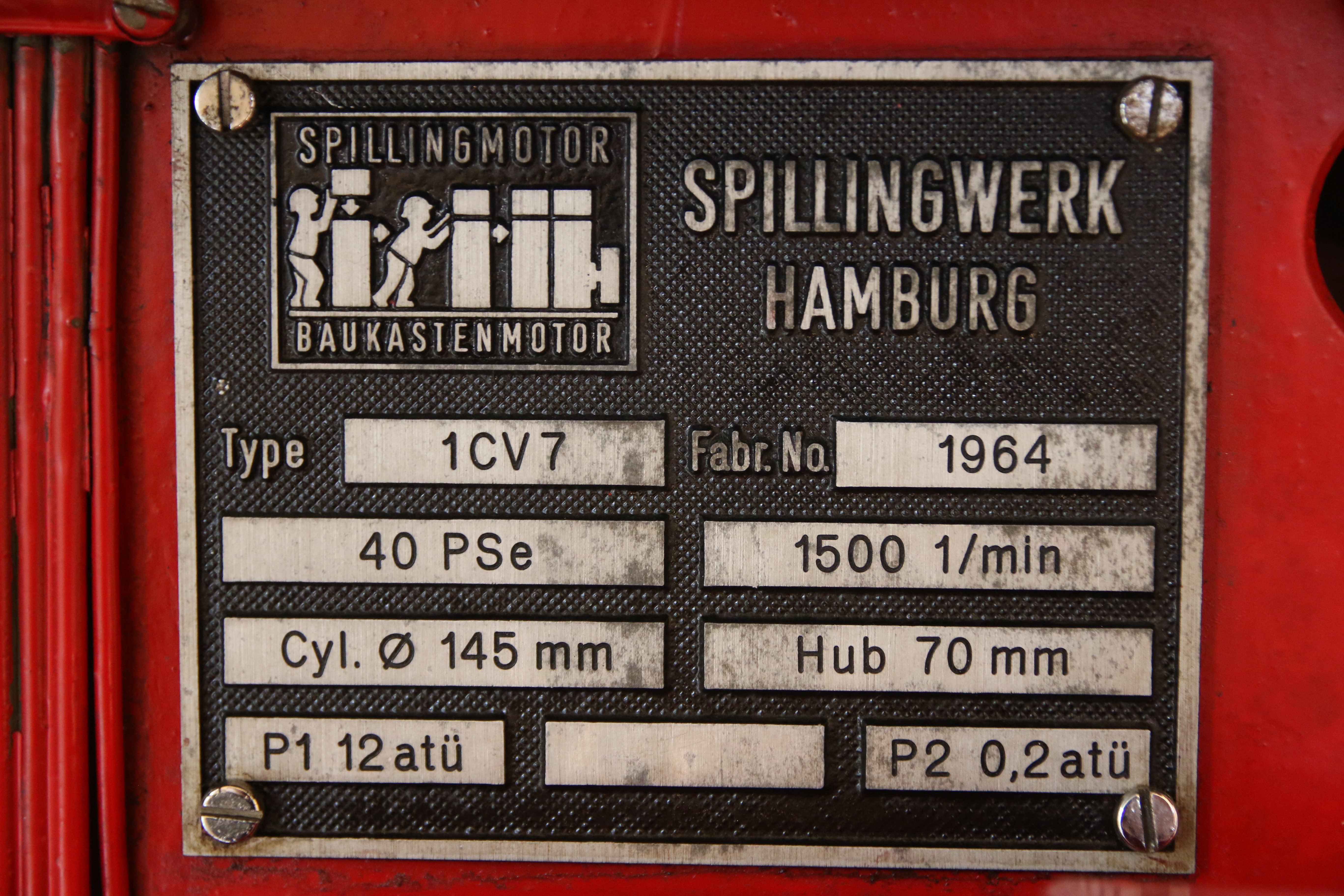
Typenschild eines Dampfmotors, Leistung in PSe angegeben

PSe oder EPS wird gelegentlich, jedoch nicht DIN-Norm-gerecht, benutzt, um bei einem Größenwert darauf hinzuweisen, dass als Leistung die am Ende der Welle gemessene effektive Leistung eines Motors gemeint ist.